# Televíziós Újságírók Díja
A Televíziós Újságírók Díja Magyarország egyik legrangosabb szakmai értékmérőjének számít. A szakmédia által 2014-ben alapított elismerés, melynek célja, hogy klasszikus kritikai szempontok alapján emelje ki a legprofesszionálisabb magyar tévés teljesítményeket. A show műsorvezetője Gundel Takács Gábor.
A díj célja, hogy az elismerés klasszikus kritikai szempontok alapján emelje ki az előző év legprofesszionálisabb magyar, szórakoztató műfajú tévés teljesítményeit: műsorokat, sorozatokat, műsorvezetőket, zsűritagokat és színészeket.
A Televíziós Újságírók Díjának grémiumát 2025-ben az Index, a Marketing&Media, a Márkamonitor, a Media1, az Origo, a Port, a SorozatWiki, a Színes RTV, a Telenovella magazin és a TVR-hét egy-egy újságírója alkotja: a zsűritagok mindegyike önállóan ad le szavazatokat, e pontszámokból áll össze az összesített végeredmény.
A díjátadó gála az alkotók elismerése mellett egyúttal találkozási lehetőséget kínál a televíziós iparág szereplői számára, médiavállalatok vezetőinek, műsorkészítőknek, gyártóknak, műsorvezetőknek, zsűritagoknak és színészeknek. Az eseményt az RTL és a TV2 is élőben közvetíti streamingplatformjain.
2025-től az elismerések sora életműdíjjal is bővül, amelyet a díj szabályzata szerint olyan televíziós szakember vagy személyiség nyerhet el, aki a díj odaítélését megelőző évben még aktívan dolgozott.

## Legutóbbi díjazottak
A legutóbbi díjátadóra 2025-ben került sor és 15 kategóriában osztottak ki díjakat.
- Legjobb nagyszabású showműsor: Dancing with the Stars (TV2)
- Legjobb vetélkedő: Az ugrás (RTL)
- Legjobb talk-show: Adom a napom (Viasat3)
- Legjobb női műsorvezető: Ördög Nóra (TV2)
- Legjobb férfi műsorvezető: Árpa Attila (RTL)
- Legjobb sorozat: A renitens (RTL)
- Legjobb színésznő: Gáspár Kata (A renitens)
- Legjobb színész: Hevér Gábor (Gólkirályság)
- Legjobb női mellékszereplő: Györgyi Anna (S.E.R.E.G.)
- Legjobb férfi mellékszereplő: Kamarás Iván (S.E.R.E.G.)
- Legjobb reality: Az Árulók – Gyilkosság a kastélyban (RTL)
- Legjobb egzotikus reality: Ázsia Expressz (TV2)
- Legjobb női zsűritag: Liptai Claudia (Sztárban sztár)
- Legjobb férfi zsűritag: Majka (X-Faktor)
- Legjobb szórakoztató-ismeretterjesztő műsor: Dr. S.O.S. – Vészhelyzet a vadonban (Spektrum)
- Életműdíj: Koós György

Legjobb nagyszabású showműsor: Dancing with the Stars
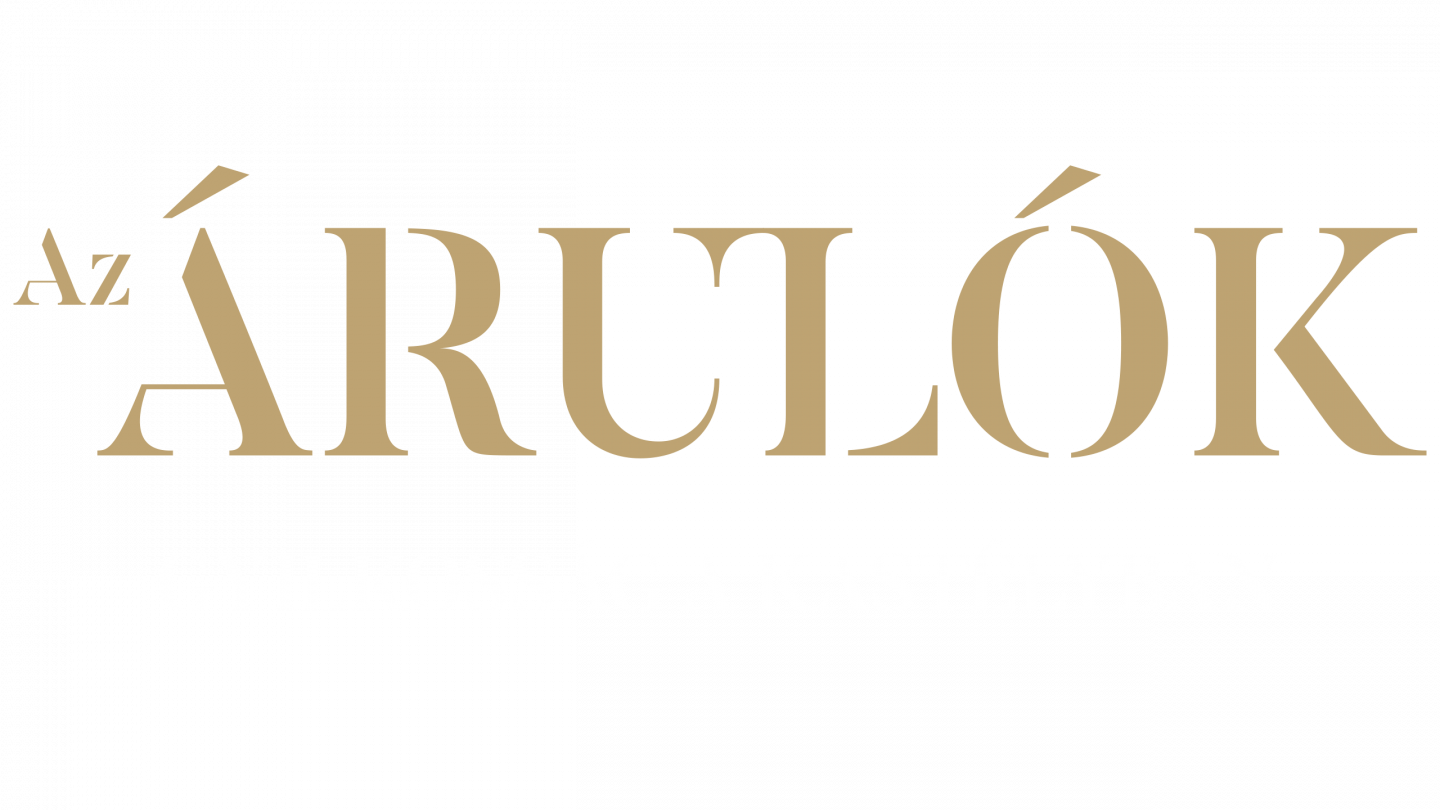
Legjobb reality: Az Árulók
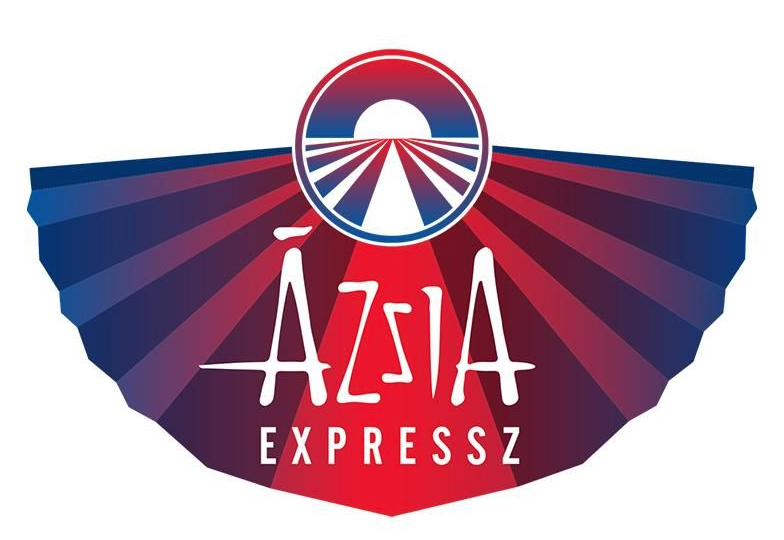
Legjobb egzotikus reality: Ázsia expressz
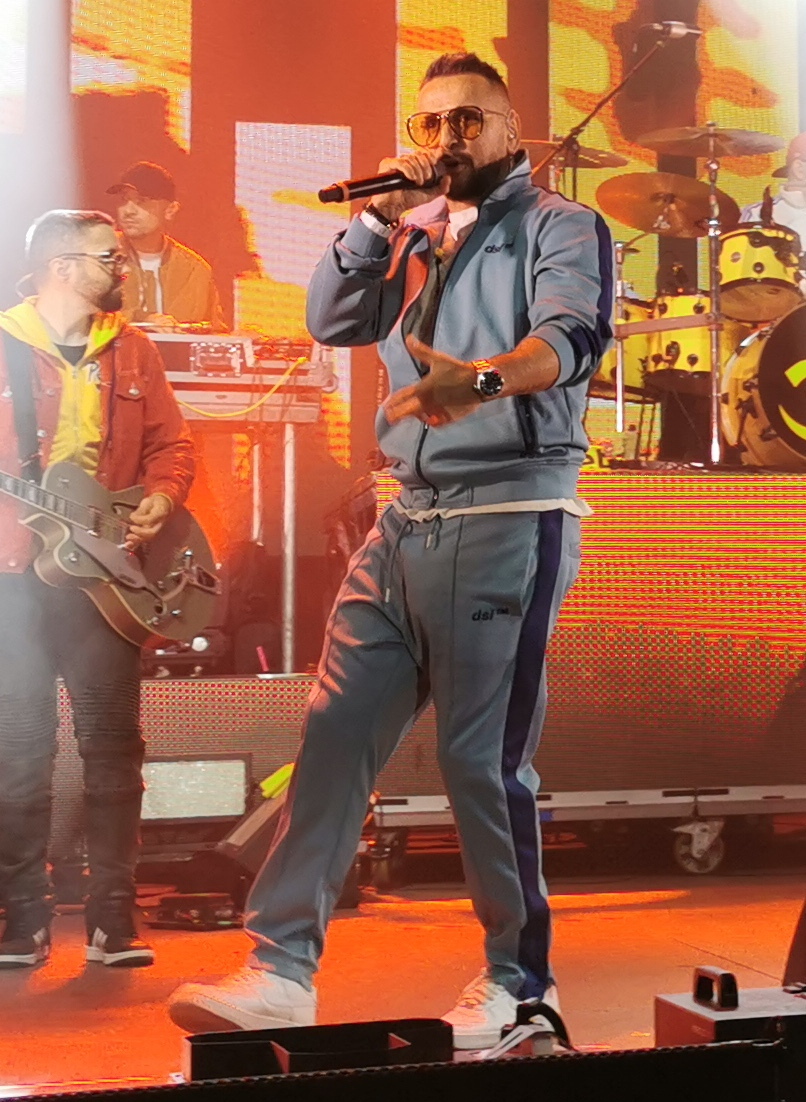
Legjobb férfi zsűritag: Majka
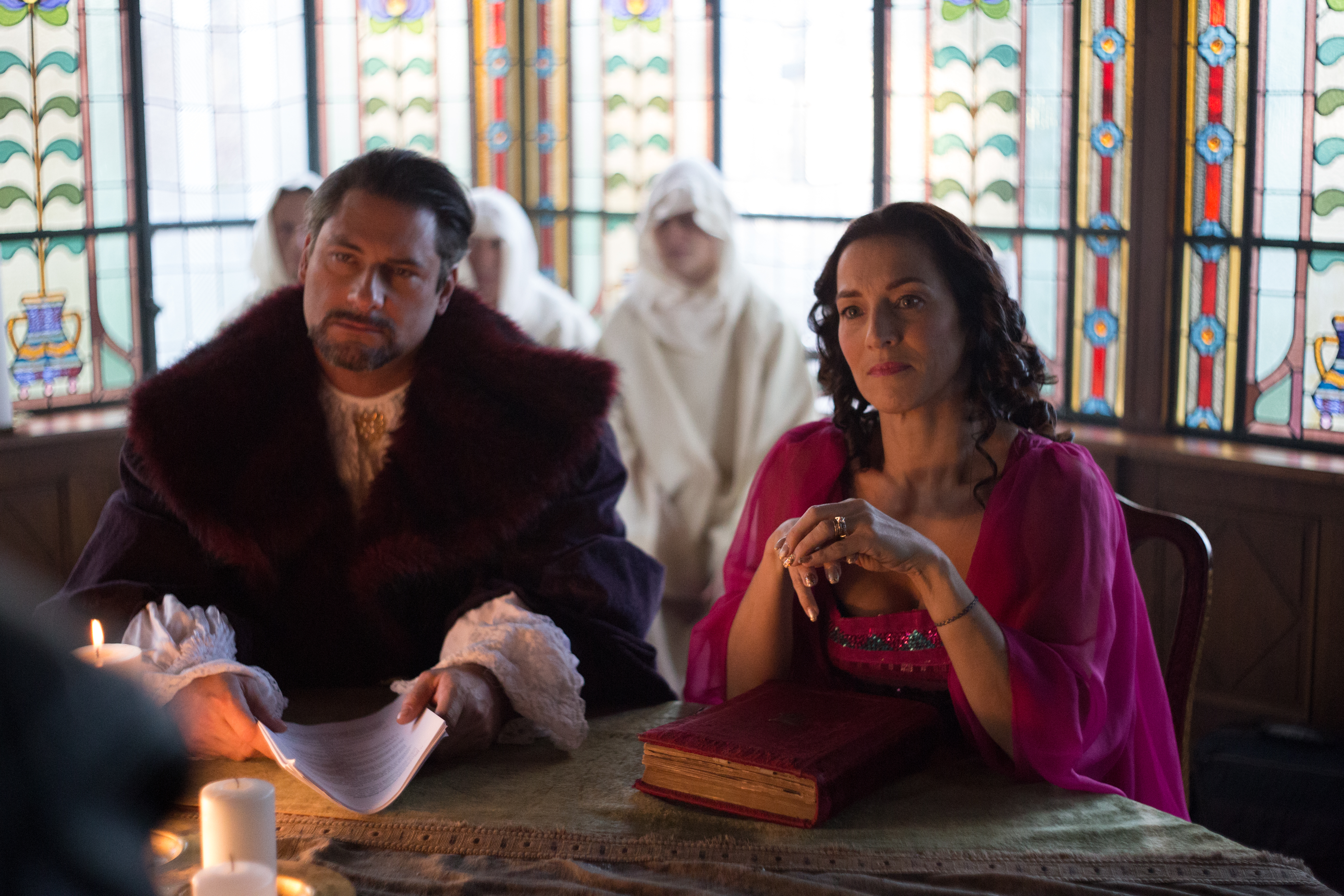
Legjobb férfi műsorvezető: Árpa Attila (balra)
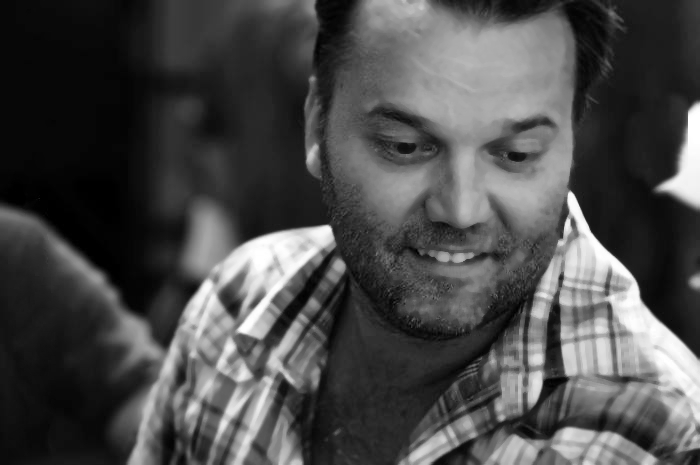
Legjobb színész: Hevér Gábor

## Korábbi jelöltek és díjazottak[1][7][8][9][10][11][12][13][14]
2014-ben nem jelentették be hivatalosan a jelölteket, csak a nyertesek neve volt nyilvános.
A kategória nyertese vastaggal szedve.

### Legjobb nagyszabású show-műsor
Ez a kategória a díj egyik legrégebbi kategóriája ami már 2014-től minden évben kiosztásra kerül.
A kategóriában a Sztárban sztár volt a legtöbb alkalommal jelölve, összesen kilenc alkalommal, melyből 3 alkalommal nyert, így ebben a kategóriában ez a műsor győzött a legtöbbször. Ezt az X-Faktor követi 6 jelöléssel, melyből 2 alkalommal győzött.
| Év   | Jelöltek                                                                   |
| ---- | -------------------------------------------------------------------------- |
| 2014 | Sztárban sztár (TV2)                                                       |
| 2015 | Sztárban sztár (TV2) Rising Star (TV2) Virtuózok (M1)                      |
| 2016 | Sztárban sztár (TV2) Az ének iskolája (TV2) Fölszállott a páva (Duna)      |
| 2017 | A Nagy Duett (TV2) Sztárban sztár (TV2) X-Faktor (RTL)                     |
| 2018 | Ninja Warrior Hungary (TV2) Fölszállott a páva (Duna) Sztárban sztár (TV2) |
| 2019 | X-Faktor (RTL) Ninja Warrior Hungary (TV2) Sztárban sztár (TV2)            |
| 2020 | X-Faktor (RTL) Sztárban sztár leszek! (TV2) Fölszállott a páva (Duna)      |
| 2021 | Álarcos Énekes (RTL) Dancing with the Stars (TV2) Sztárban sztár (TV2)     |
| 2022 | Sztárban sztár leszek! (TV2) Dancing with the Stars (TV2) X-Faktor (RTL)   |
| 2023 | Dancing with the Stars (TV2) Sztárban sztár (TV2) X-Faktor (RTL)           |
| 2024 | Sztárbox (RTL) The Voice (RTL) Dancing with the Stars (TV2)                |
| 2025 | Dancing with the Stars (TV2) Sztárban sztár (TV2) X-Faktor (RTL)           |

### Legjobb vetélkedő
Ez a kategória a díj egyik legrégebbi kategóriája ami már 2014-től minden évben kiosztásra kerül. Ebben a kategóriában a Maradj talpon! rendelkezik a legtöbb győzelemmel.
| Év   | Jelöltek                                                                  |
| ---- | ------------------------------------------------------------------------- |
| 2014 | Maradj talpon! (M1)                                                       |
| 2015 | A Konyhafőnök (RTL) Magyarország, szeretlek! (M1) Maradj talpon! (M1)     |
| 2016 | Maradj talpon! (Duna) 1 perc és nyersz! (RTL) A kocka (TV2)               |
| 2017 | Maradj talpon! (Duna) Bumm! (TV2) Drágám, add az életed! (TV2)            |
| 2018 | Az 50 milliós játszma (TV2) Áll az alku (TV2) 1 perc és nyersz! (RTL)     |
| 2019 | Áll az alku (TV2) A Piramis (TV2) A Fal (RTL)                             |
| 2020 | Exatlon Hungary (TV2) 500 - Az ország géniusza (ATV) A Bank (TV2)         |
| 2021 | Exatlon Hungary (TV2) Észbontók (VIASAT3) Magyarország, szeretlek! (Duna) |
| 2022 | A Géniusz (ATV) Észbontók (VIASAT3) Szerencsekerék (TV2)                  |
| 2023 | Szerencsekerék (TV2) A Géniusz (ATV) Észbontók (VIASAT3)                  |
| 2024 | A Géniusz (ATV) Szerencsekerék (TV2) Zsákbamacska (TV2)                   |
| 2025 | Az ugrás (RTL) A Géniusz (ATV) Legyen Ön is milliomos! (TV2)              |

### Legjobb reality
| Év   | Jelöltek                                                                         |
| ---- | -------------------------------------------------------------------------------- |
| 2016 | Szelfi (RTLII) A konyha ördöge (TV2) A Konyhafőnök Junior (RTLII)                |
| 2017 | A Konyhafőnök (RTL) Hagyjál főzni! (RTLII) Nyerő Páros (RTL)                     |
| 2018 | Survivor (RTL) Ázsia Expressz (TV2) Keresem a családom (RTL)                     |
| 2019 | Survivor (RTL) Keresem a családom (RTL) Nyerő Páros (RTL)                        |
| 2020 | Cápák között (RTL) Ázsia Expressz (TV2) Nyerő páros (RTL)                        |
| 2021 | Farm VIP (TV2) Cápák között (RTL) Nyerő páros (RTL)                              |
| 2022 | Cápák között (RTL) Farm VIP (TV2) Nyerő páros (RTL)                              |
| 2023 | Ázsia Expressz (TV2) Cápák között (RTL) Nyerő Páros (RTL)                        |
| 2024 | Az Árulók – Gyilkosság a kastélyban (RTL) A híd (HBO Max) Ázsia Expressz (TV2)   |
| 2025 | Az Árulók – Gyilkosság a kastélyban (RTL) Cápák között (RTL) Kincsvadászok (TV2) |

### Legjobb egzotikus reality
| Év   | Jelöltek                                                          |
| ---- | ----------------------------------------------------------------- |
| 2025 | Ázsia Expressz (TV2) A Kísértés (TV2) Fort Boyard – Az erőd (RTL) |

### Legjobb talk show
A legjobb talk show kategóriában a DTK: Elviszlek magammal című műsor nyert a legtöbb alkalommal, összesen 3-szor, illetve ez a műsor rendelkezik a legtöbb jelöléssel is.
| Év   | Jelöltek                                                                                        |
| ---- | ----------------------------------------------------------------------------------------------- |
| 2016 | Összezárva Friderikusszal (TV2) Propaganda (TV2) Ridikül (Duna)                                 |
| 2019 | DTK: Elviszlek magammal Propaganda (TV2) Tesztbeszéd (Spektrum Home)                            |
| 2020 | Lakástalkshow (Sony Max) DTK: Elviszlek magammal (Spektrum Home) Jakupcsek plusz (ATV)          |
| 2021 | DTK: Elviszlek magammal (Spektrum Home) Életünk története (RTL) Jakupcsek Plusz (ATV)           |
| 2022 | DTK: Elviszlek magammal (Spektrum Home) Az első influenszerek (Spektrum) Propaganda (TV2)       |
| 2023 | Az első influenszerek (Spektrum) DTK: Elviszlek magammal (Spektrum Home) Propaganda (TV2)       |
| 2024 | Adom a napom (VIASAT3) DTK: Elviszlek magammal (Spektrum Home) Kanapéhuszárok (RTL)             |
| 2025 | Adom a napom (VIASAT3) Útközben elmeséled - Csavargások Svábyval (VIASAT3) A nagy dilemma (ATV) |

### Legjobb szórakoztató-ismeretterjesztő műsor
| Év   | Jelöltek |
| ---- | --- |
| 2024 | Tiltott zónák (Spektrum) Várfoglalók (TV2) Sztárok a reptéren (TV2)                                           |
| 2025 | Dr. S.O.S. - Vészhelyzet a vadonban (Spektrum) Minek ment oda (Spektrum) Made In Gyetván Csabával (Discovery) |

### Legjobb műsorvezető
Ebben a kategóriában női műsorvezetők közül Ördög Nóra (8x), férfi műsorvezetők közül pedig Till Attila (5x) nyert a legtöbb alkalommal.
Ördög Nóra a Legjobb női műsorvezető a kategóriában minden évben a jelöltek között szerepelt, ezzel ő az egyedüli műsorvezető aki minden évben a jelöltek között szerepel.  
| Év   | Legjobb női műsorvezető                                                                 | Legjobb férfi műsorvezető |
| ---- | --------------------------------------------------------------------------------------- | --- |
| 2014 | Liptai Claudia                                                                          | Gundel Takács Gábor |
| 2015 | Ördög Nóra (RTL) Lilu (RTL) Liptai Claudia (TV2)                                        | Gundel Takács Gábor (Duna) Sebestyén Balázs (RTL) Till Attila (TV2)                                                                     |
| 2016 | Ördög Nóra (TV2) Jakupcsek Gabriella (TV2) Liptai Claudia (TV2)                         | Sebestyén Balázs (RTL) Gundel Takács Gábor (Duna) Till Attila (TV2)                                                                     |
| 2017 | Ördög Nóra (TV2) Lilu (RTL) Liptai Claudia (TV2)                                        | Sebestyén Balázs (RTL) Gundel Takács Gábor (Duna) Till Attila (TV2)                                                                     |
| 2018 | Ördög Nóra (TV2) Kovalcsik Ildikó (RTL) Borbás Marcsi (Duna)                            | Till Attila (TV2 Sebestyén Balázs (RTL) Gundel Takács Gábor (TV2)                                                                       |
| 2019 | Liptai Claudia (TV2) Lilu (RTL) Ördög Nóra (TV2)                                        | Istenes Bence (RTL) Majka (TV2) Sebestyén Balázs (RTL)                                                                                  |
| 2020 | Ördög Nóra (TV2) Lékai-Kiss Ramóna (RTL) Lilu (RTL)                                     | Till Attila (TV2) Majka (TV2) Sebestyén Balázs (RTL)                                                                                    |
| 2021 | Ördög Nóra (Újratervezés) D. Tóth Kriszta (DTK- Elviszlek magammal) Lilu (Cápák között) | Istenes Bence (Állarcos énekes) Till Attila (Bezár a bazár, Sztárban sztár, Propaganda) Stohl András(A Piramis, Dancing with the Stars) |
| 2022 | Ördög Nóra (TV2) Lékai-Kiss Ramóna (TV2) D. Tóth Kriszta (Spektrum Home)                | Till Attila (TV2) Istenes Bence (RTL) Gundel Takács Gábor (ATV)                                                                         |
| 2023 | Lékai-Kiss Ramóna (TV2) Lilu (RTL) Ördög Nóra (TV2)                                     | Till Attila (TV2) Sebestyén Balázs (RTL) Stohl András (TV2)                                                                             |
| 2024 | Lékai-Kiss Ramóna (TV2) D. Tóth Kriszta (Spektrum Home) Ördög Nóra (TV2)                | Till Attila (TV2) Árpa Attila (RTL) Gundel Takács Gábor (ATV)                                                                           |
| 2025 | Ördög Nóra (TV2) Lékai-Kiss Ramóna (TV2) Csobot Adél (RTL)                              | Árpa Attila (RTL) Gundel Takács Gábor (ATV/RTL) Till Attila (TV2)                                                                       |

### Legjobb zsűritag
Legjobb zsűritag kategóriában Majka győzött a legtöbb alkalommal, összesen 2-szer és ő rendelkezik a legtöbb jelöléssel is (öt).
| Év   | Jelöltek | Jelöltek |
| ---- | --- | --- |
| 2017 | Gáspár Laci (X-Faktor) ByeAlex (X-Faktor) Hajós András (Kismenők, Sztárban sztár)                                            | Gáspár Laci (X-Faktor) ByeAlex (X-Faktor) Hajós András (Kismenők, Sztárban sztár)                                            |
| 2018 | Liptai Claudia (Sztárban sztár) ByeAlex (X-Faktor) Majka (Sztárban sztár)                                                    | Liptai Claudia (Sztárban sztár) ByeAlex (X-Faktor) Majka (Sztárban sztár)                                                    |
| 2019 | Majka (Sztárban sztár) ByeAlex (X-Faktor) Papp Szabi (Sztárban sztár)                                                        | Majka (Sztárban sztár) ByeAlex (X-Faktor) Papp Szabi (Sztárban sztár)                                                        |
| 2020 | ByeAlex (X-Faktor) Pápai Joci (Sztárban sztár leszek!) Puskás Péter (X-Faktor)                                               | ByeAlex (X-Faktor) Pápai Joci (Sztárban sztár leszek!) Puskás Péter (X-Faktor)                                               |
| 2021 | Bereczki Zoltán (Sztárban Sztár) Gáspár Laci (Álarcos énekes, Made in Karantén) Rácz Jenő (A Konyhafőnök, A Konyhafőnök VIP) | Bereczki Zoltán (Sztárban Sztár) Gáspár Laci (Álarcos énekes, Made in Karantén) Rácz Jenő (A Konyhafőnök, A Konyhafőnök VIP) |
| 2022 | Puskás Péter (X-Faktor) Gáspár Laci (RTL) Majka (TV2)                                                                        | Puskás Péter (X-Faktor) Gáspár Laci (RTL) Majka (TV2)                                                                        |
| 2023 | Majka (Sztárban sztár leszek!) Gáspár Laci (X-Faktor) Pápai Joci (Sztárban sztár leszek!)                                    | Majka (Sztárban sztár leszek!) Gáspár Laci (X-Faktor) Pápai Joci (Sztárban sztár leszek!)                                    |
| 2024 | Miklósa Erika (The Voice) Majka (Sztárban sztár leszek!) Ördög Nóra (Dancing with the Stars)                                 | Miklósa Erika (The Voice) Majka (Sztárban sztár leszek!) Ördög Nóra (Dancing with the Stars)                                 |
| Év   | Legjobb női zsűritag | Legjobb férfi zsűritag |
| 2025 | Liptai Claudia (Sztárban sztár) Rúzsa Magdolna (Megasztár) Tóth Andi (X-faktor)                                              | Majka (X-Faktor) Hajós András (Sztárban sztár) Korda György (Csináljuk a fesztivált)                                         |

### Legjobb sorozat
A legjobb sorozatot 2014 és 2018 között "Legjobb magyar sorozat" kategóriában díjazták. 2019-ben ez a kategória átalakult "Legjobb sorozat" kategóriává, illetve megjelent a "Legjobb új sorozat" amit csak ebben az évben díjaztak. 2020-ban csak "Legjobb sorozat" kategóriában díjaztak. 2021 és 2023 között külön került díjazásra a legjobb heti illetve a legjobb napi sorozat. 2024-ben csak a "Legjobb sorozat" kategóriában adtak át díjat.
| Év   | Jelöltek                                                          | Jelöltek                                                             | Jelöltek                                                         | Jelöltek             | Jelöltek           |
| Év   | Legjobb magyar sorozat                                            | Legjobb sorozat                                                      | Legjobb heti sorozat                                             | Legjobb napi sorozat | Legjobb új sorozat |
| ---- | ----------------------------------------------------------------- | -------------------------------------------------------------------- | ---------------------------------------------------------------- | -------------------- | ------------------ |
| 2014 | Társas játék                                                      |                                                                      |                                                                  |                      |                    |
| 2015 | Terápia (HBO) Barátok közt (RTL) Fapad (M1)                       |                                                                      |                                                                  |                      |                    |
| 2016 | Aranyélet (HBO) Egynyári kaland (Duna) Válótársak (RTL)           |                                                                      |                                                                  |                      |                    |
| 2017 | Aranyélet (HBO) Csak színház és más semmi (Duna) Válótársak (RTL) |                                                                      |                                                                  |                      |                    |
| 2018 | Terápia (HBO) A mi kis falunk (RTL) Egynyári kaland(Duna)         |                                                                      |                                                                  |                      |                    |
| 2019 |                                                                   | Aranyélet (HBO) A mi kis falunk (RTL) Válótársak (RTL)               | A tanár (RTL) 200 első randi (VIASAT3) Korhatáros szerelem (TV2) |                      |                    |
| 2020 | A mi kis falunk (RTL) A Tanár (RTL) Egynyári kaland (Duna)        |                                                                      |                                                                  |                      |                    |
| 2021 |                                                                   | Mellékhatás (RTL) A mi kis falunk (RTL) Apatigris (RTL)              | Mintaapák (TV2) Bátrak földje (RTL) Drága örökösök (RTL)         |                      |                    |
| 2022 | Apatigris (RTL) A Tanár (RTL) A mi kis falunk (RTL)               | Keresztanyu (RTL) Barátok közt (RTL) Mintaapák (TV2)                 |                                                                  |                      |                    |
| 2023 | A Király (RTL+) A besúgó (Max) Pepe (TV2)                         | Keresztanyu (RTL) Brigi és Brúnó (VIASAT3) Jóban Rosszban (SuperTV2) |                                                                  |                      |                    |
| 2024 | Mellékhatás (RTL+) Gólkirályság (RTL) Tündérkert (Duna)           |                                                                      |                                                                  |                      |                    |
| 2025 | A renitens (RTL) Gólkirályság (RTL) S.E.R.E.G. (TV2)              |                                                                      |                                                                  |                      |                    |

### Legjobb színész és színésznő
Színésznők közül Lovas Rozi rendelkezik a legtöbb jelöléssel (3), melyből 1 alkalommal tudott győzni. Színészek közül pedig Nagy Ervin aki 3 jelölésből 1-et nyert meg.
| Év   | Legjobb színésznő                                                                           | Legjobb színész                                                                      |
| ---- | ------------------------------------------------------------------------------------------- | ------------------------------------------------------------------------------------ |
| 2015 | Gubík Ági (Barátok közt) Csákányi Eszter (Terápia) Molnár Piroska (Munkaügyek)              | Mácsai Pál (Terápia) Anger Zsolt (Fapad, Hacktion-Újratöltve) Máté Gábor (Terápia)   |
| 2016 | Ónodi Eszter (Aranyélet) Döbrösi Laura (Egynári kaland, Aranyélet) Gubás Gabi (Válótársak)  | Scherer Péter (Válótársak) Thuróczy Szabolcs (Aranyélet) Olasz Renátó (Aranyélet)    |
| 2017 | Ónodi Eszter (Aranyélet) Döbrösi Laura (Aranyélet) Lovas Rozi (Csak színház és más semmi)   | Anger Zsolt (Aranyélet) Scherer Péter (Válótársak) Thuróczy Szabolcs (Aranyélet)     |
| 2018 | Lovas Rozi (A mi kis falunk) Balsai Móni (Terápia) Schell Judit (Terápia)                   | Mácsai Pál (Terápia) Lengyel Tamás (A mi kis falunk) Mucsi Zoltán (Tóth János)       |
| 2019 | Kovács Patrícia (Korhatáros szerelem) Lovas Rozi (A mi kis falunk) Ónodi Eszter (Aranyélet) | Thuróczy Szabolcs (Aranyélet) Nagy Ervin (A Tanár) Olasz Renátó (Aranyélet)          |
| 2020 | Balsai Móni (Alvilág) Gryllus Dorka (Ízig-vérig) Horváth Sisa Anna (Drága örökösök)         | Nagy Ervin (A Tanár) Király Dániel (Egynyári kaland) Mihályfi Balázs (Jófiúk)        |
| 2021 | Sztarenki Dóra (Mellékhatás) Borbély Alexandra (Mellékhatás) Rujder Vivien (Apatigris)      | Scherer Péter (Apatigris) Mészáros Béla (Mintaapák) Nagy Zsolt (Mellékhatás)         |
| 2022 | Molnár Piroska (Keresztanyu) Lovas Rozi (A mi kis falunk) Trokán Nóra (A Tanár)             | Csuja Imre (A mi kis falunk) Anger Zsolt (A Tanár) Kamarás Iván (Mintaapák)          |
| 2023 | Schell Judit (A Király) Dobos Evelin (A Séf meg a többiek) Staub Viktória (A Király)        | Olasz Renátó (A Király) Nagy Ervin (A Király) Patkós Márton (A besúgó)               |
| 2024 | Sztarenki Dóra (Mellékhatás) Barta Ágnes (Mellékhatás) Szamosi Zsófia (Tündérkert)          | Nagy Zsolt (Mellékhatás) Hevér Gábor (Gólkirályság) Mucsi Zoltán (Pepe)              |
| 2025 | Gáspár Kata (A renitens) Lovas Rozi (Gólkirályság) Sztarenki Dóra (Gólkirályság)            | Hevér Gábor (Gólkirályság) Csuja Imre (A mi kis falunk) Makranczi Zalán (A renitens) |

### Legjobb mellékszereplő
| Év   | Legjobb mellékszereplő                                                                               | Legjobb mellékszereplő                                                                               |
| ---- | --- | --- |
| 2017 | Farkas Franciska (Aranyélet) Waskovics Andrea (Aranyélet) Kovács Patrícia (Válótársak)               | Farkas Franciska (Aranyélet) Waskovics Andrea (Aranyélet) Kovács Patrícia (Válótársak)               |
| 2018 | Debreczeny Csaba (A mi kis falunk) Bánki Gergely (A mi kis falunk) Szabó Simon (Tóth János)          | Debreczeny Csaba (A mi kis falunk) Bánki Gergely (A mi kis falunk) Szabó Simon (Tóth János)          |
| 2019 | Danis Lídia (Aranyélet) Osváth Judit (Csak színház és más semmi) Rujder Vivien (Korhatáros szerelem) | Danis Lídia (Aranyélet) Osváth Judit (Csak színház és más semmi) Rujder Vivien (Korhatáros szerelem) |
| 2020 | Anger Zsolt (A Tanár) Elek Ferenc (A Tanár) Michl Júlia (Jófiúk)                                     | Anger Zsolt (A Tanár) Elek Ferenc (A Tanár) Michl Júlia (Jófiúk)                                     |
| 2021 | Barta Ágnes (Mellékhatás) Bánki Gergely (A mi kis falunk) Haumann Máté (Mellékhatás)                 | Barta Ágnes (Mellékhatás) Bánki Gergely (A mi kis falunk) Haumann Máté (Mellékhatás)                 |
| Év   | Legjobb női mellékszereplő                                                                           | Legjobb férfi mellékszereplő                                                                         |
| 2023 | Hermányi Mariann (A besúgó) Básti Juli (Pepe) Bíró Panna Dominika (A Király)                         | Thuróczy Szabolcs (A besúgó) Medveczky Balázs (Pepe) Varga Ádám (A besúgó)                           |
| 2024 | Básti Juli (Pepe) Balsai Móni (Mellékhatás) Walters Lili (Apatigris)                                 | Kálloy Molnár Péter (Tündérkert) Anger Zsolt (Mellékhatás) Dietz Gusztáv (Mellékhatás)               |
| 2025 | Györgyi Anna (S.E.R.E.G.) Balsai Móni (A renitens) Zsurzs Kati (A mi kis falunk)                     | Kamarás Iván (S.E.R.E.G.) Mikó István (A renitens) Rudolf Péter (Gólkirályság)                       |

Mivel 2021-ben a korábbi évekhez képest kevesebb magyar sorozat készült, a mellékszereplőket a színésznő és színész kategórián belül díjazták 2022-ben.

### Legjobb gasztroreality
A legtöbb jelöléssel és győzelemmel ebben a kategóriában a A Konyhafőnök VIP és A Konyhafőnök rendelkezik.
| Év   | Jelöltek                                                         |
| ---- | ---------------------------------------------------------------- |
| 2018 | A Konyhafőnök VIP (RTL) Gasztroangyal (Duna) Séfek Séfe (TV2)    |
| 2019 | A Konyhafőnök VIP (RTL) Gasztroangyal (Duna) Ide süss! (VIASAT3) |
| 2020 | Gasztroangyal (Duna) A Konyhafőnök VIP (RTL) Séfek Séfe (TV2)    |
| 2022 | Séfek Séfe (TV2) A Konyhafőnök (RTL) A Konyhafőnök VIP (RTL)     |
| 2023 | A Konyhafőnök (RTL) Ide süss! (VIASAT3) Séfek Séfe (TV2)         |
| 2024 | Séfek Séfe (TV2) A Konyhafőnök (RTL) Troll a konyhában (VIASAT3) |

### Legjobb sportreality
| Év   | Jelöltek                                                         |
| ---- | ---------------------------------------------------------------- |
| 2022 | Exatlon Hungary (TV2) Ninja Warrior Hungary (TV2) Survivor (RTL) |

### Legjobb dokumentarista reality
| Év   | Jelöltek                                                      |
| ---- | ------------------------------------------------------------- |
| 2017 | Dalfutár (SuperTV2) Keresem a családom (RTL) Propaganda (TV2) |

### Legjobb stand-up comedy / talk show
| Év   | Jelöltek                                                                    |
| ---- | --------------------------------------------------------------------------- |
| 2014 | Showder Klub (RTL)                                                          |
| 2015 | Showder Klub (RTL) A Comedy Central bemutatja (Comedy Central) Ridikül (M1) |

### Legjobb comedy show
| Év   | Jelöltek                                                                             |
| ---- | ------------------------------------------------------------------------------------ |
| 2016 | Gyertek át! (RTL) Készhelyzet (Comedy Central) Showder Klub (RTLII)                  |
| 2017 | Gyertek át! (RTL) Az RTL Spike bemutatja: Playback párbaj (RTL) Showder Klub (RTLII) |
| 2018 | Gyertek át! (RTL) Beugró (RTLII) Tömény történelem (Comedy Central)                  |
| 2019 | Észbontók (VIASAT3) Mit tenne a gyereked? (TV2) Showder Klub (RTLII)                 |

### Életműdíj
| Év   | Díjazott    |
| ---- | ----------- |
| 2025 | Koós György |

## Legtöbbet díjazottak
| Díjazott                                                 | Jelölések száma | Győzelmek száma |
| -------------------------------------------------------- | --------------- | --------------- |
| RTL Magyarország                                         | 80              | 31              |
| TV2 Csoport                                              | 69              | 23              |
| MTVA (Duna és M1)                                        | 20              | 4               |
| Mellékhatás és szereplői                                 | 13              | 6               |
| A mi kis falunk és szereplői                             | 15              | 4               |
| Ördög Nóra                                               | 12              | 8               |
| Till Attila                                              | 10              | 5               |
| Spektrum és Spektrum Home                                | 11              | 5               |
| Viasat 3                                                 | 12              | 3               |
| A Konyhafőnök, A Konyhafőnök Junior és A Konyhafőnök VIP | 8               | 4               |
| HBO, HBO Max                                             | 7               | 5               |
| Majka                                                    | 8               | 3               |
| Gundel Takács Gábor                                      | 8               | 2               |
| Sebestyén Balázs                                         | 7               | 2               |

TV csatornák esetében csak az egyéni jelölések és győzelmek kerültek a statisztikába (A színészek és műsorvezetők nem)!